# Ronald Spliesgardt
Ronald Spliesgardt (* 11. Mai 1953 in Berlin; † 8. Mai 1991 in Chemnitz) ist ein ehemaliger deutscher Radsportler und nationaler Meister im Radsport.

## Sportliche Laufbahn
Spliesgardt begann beim TSC Berlin mit dem Radsport. 1970 gewann er bei den Jugendwettkämpfen der Freundschaft in Tallinn das Rennen in der Einerverfolgung (ein Jahr später in Sofia wurde er Dritter), in der Mannschaftsverfolgung gewann er mit dem Team der DDR Bronze (1971 gewann er mit dem Team Gold und gewann das Punktefahren). Ebenfalls 1970 wurde er zweifacher DDR-Meister der Jugend-Klasse A als er die Einer- und Mannschaftsverfolgung gewann. 1971 gewann er in derselben Altersklasse weitere zwei Medaillen. Er war ein sehr endschneller Fahrer und konnte diese Stärke mit vielen Siegen in Kriterien und Bahnrennen untermauern. Nachdem er bereits aus dem Sportclub ausgeschieden war, gewann er überraschend (nunmehr für die BSG Post Berlin startend) die DDR-Meisterschaft in der Einerverfolgung 1972. In jenem Jahr startete er auch bei DDR-Rundfahrt und beendete die Tour als 61. In der Folgezeit bestritt er Rennen, die für die Fahrer der Betriebssportgemeinschaften (BSG) ausgeschrieben waren. 1976 beendete er seine Laufbahn.
1990 fand Spliesgardt zum Radsport zurück und meldete sich beim SC Berlin an. Im Stehersport sah er eine Chance auf ein spätes Comeback. Am 8. Mai 1991 verstarb Ronald Spliesgardt infolge eines tragischen Unfalls bei einem Steherrennen auf der Radrennbahn Chemnitz.